# Tong'an, Yongtai
Tong'an (kinesiska: 同安) är en köping i sydöstra Kina. Den ligger i Yongtai härad i provinshuvudstaden Fuzhou i provinsen Fujian, omkring 61 kilometer sydväst om centrala Fuzhou. Antalet invånare är 16 182. Befolkningen består av 7 469 kvinnor och 8 713 män. Barn under 15 år utgör 16,0 %, vuxna 15-64 år 70 %, och äldre över 65 år 12,0 %.